# 在ボスニア・ヘルツェゴビナ日本国大使館
在ボスニア・ヘルツェゴビナ日本国大使館（ざいボスニア・ヘルツェゴビナにほんこくたいしかん、ボスニア語: Ambasada Japana u Bosni i Hercegovini、英語: Embassy of Japan in Bosnia and Herzegovina）は、ボスニア・ヘルツェゴビナに在する日本大使館。外務省の特別の機関。

## 沿革
- 1996年1月23日、日本がボスニア・ヘルツェゴビナを国家承認し、同年2月に外交関係を樹立[1]。
- 1996年6月、ウィーンの在オーストリア日本大使館が在ボスニア・ヘルツェゴビナ日本国大使館の兼轄を開始する[1]。
- 1998年2月、サラエボに兼勤駐在官事務所を開設し、在オーストリア大使館が兼轄していた[1]。
- 2008年1月、大使館へ格上げとなり、特命全権大使が常駐している[1]。

## 歴代在ボスニア・ヘルツェゴビナ日本大使
| 大使       | 任期            | 備考  |
| ---------- | --------------- | ----- |
| 相木俊宏   | 2024年 -        | [ 2 ] |
| 伊藤眞     | 2020年 - 2024年 | [ 3 ] |
| 坂本秀之   | 2018年 - 2020年 | [ 4 ] |
| 小川和也   | 2015年 - 2018年 | [ 5 ] |
| 山崎日出男 | 2011年 - 2015年 | [ 6 ] |
| 罍二夫     | 2008年 - 2011年 |       |